# براءة تمليك

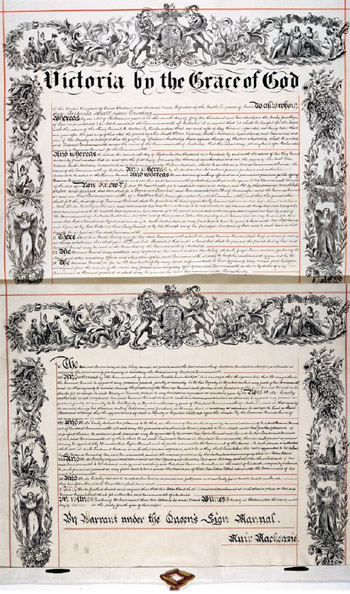

براءة التمليك هي عبارة عن خطابات براءات اختراع (مفتوحة) تمنح كثير من الحكومات بوساطتها حقوق حَصر إلى المخترعين. كذلك يمكن للملك أو الملكة في بعض البلدان مثل بريطانيا أن يستعمل الكتب المفتوحة لكي يمنح لقب النَّبالة. وتحرر كتب براءات التمليك على ورق من جلد، أو ورق سميك ناعم، ممهورة بخاتم السُّلطة المانحة للبراءة.
ويحق لكل مخترع أن يقدّم طلب براءة التمليك من أجل اختراعه. وعلى المخترع أن يملأ استمارة مواصفات (وصفًا مفصَّلا) للاختراع، ثم يدفع مبلغا من المال كرسم قبول الطلب. وفي حالة قبول موظفي مكتب براءة التمليك للطلب، يقوم المخترع بدفع رسم إضافي، ويتسلَّم المخترع براءة التمليك ممهورة بالخاتم الملكي أو الرسمي.